# (523763) 2014 WZ509
(523763) 2014 WZ509 est un objet transneptunien, classé comme objet épars, d'un diamètre estimé à 320 km, ce qui le qualifie comme un candidat au statut de planète naine.